# Dichostatoides depressus
Dichostatoides depressus là một loài bọ cánh cứng trong họ Cerambycidae.